# (8019) Karachkina
(8019) Karachkina est un astéroïde de la ceinture principale.

## Description
(8019) Karachkina est un astéroïde de la ceinture principale. Il fut découvert le 14 octobre 1990 à Tautenburg par Lutz Dieter Schmadel et Freimut Börngen. Il présente une orbite caractérisée par un demi-grand axe de 2,37 UA, une excentricité de 0,15 et une inclinaison de 4,2° par rapport à l'écliptique.

## Compléments